# Wilhelm Lucas von Cranach

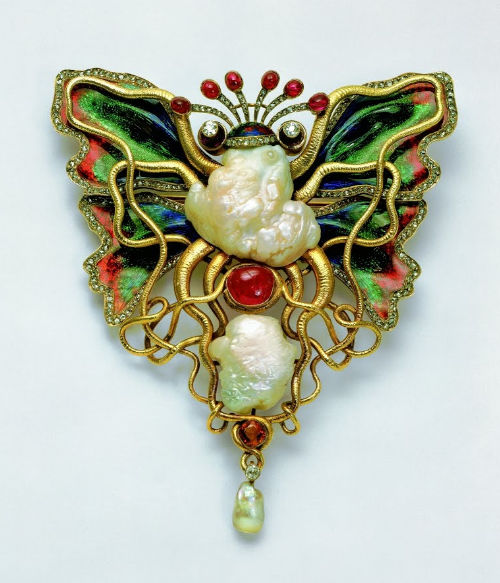
Brosche Octopus und Schmetterling von W. L. von Cranach, Hofjuwelier Louis Werner 1900, Schmuckmuseum Pforzheim

Karl Wilhelm Lucas von Cranach, auch Lucas Sunder, (* 27. September 1861 in Stargard; † 31. März 1918 in Berlin) war ein deutscher Maler, Radierer, Architekt und einer der führenden deutschen Schmuckdesigner des Jugendstils.

## Leben
Seine Eltern waren der preußische Regierungsrat Adolf von Cranach (1823–1896) und dessen Ehefrau Johanna, geborene Mampe (1827–1906). Sein Bruder Hans (1855–1929) war Burghauptmann der Wartburg.
Cranach stammte aus der bekannten Künstlerfamilie und studierte an der Großherzoglich-Sächsischen Kunstschule Weimar, stellte dort bereits 1887 seine erste Exposition vor. 1892 gestaltete er den Festzug für das dortige Fürstenpaar mit. Nach einem Aufenthalt in Paris ließ er sich als Künstler 1893 in Berlin nieder. Neben Landschafts- und Porträtbildern entwarf er Möbel und ab den 1890er Jahren Schmuck. Bekannt ist er für Schmuckdesign im Jugendstil, meist ausgeführt von den Berliner Hofjuwelieren Gebrüder Friedländer und Louis Werner. 1900 gewann er eine Goldmedaille auf der Weltausstellung in Paris für Schmuckstücke von Werner.
Sein Monogramm auf den Schmuckstücken war W.L.C. Er schrieb ein Buch Werke moderner Goldschmiedekunst (Leipzig: Scholtze 1903, Einleitung Wilhelm von Bode). Teile seines Nachlasses wurden im Oktober 1918, u. a. mit dem des Heroldsmeister und Leiters des Kgl. Herolds-Amtes zu Berlin Hans von Borwitz und Harttenstein zu Lichterfelde, bei eine viertägigen Auktion im Rudolph Lepke’s Kunst-Auctions-Haus angeboten.

## Galerie

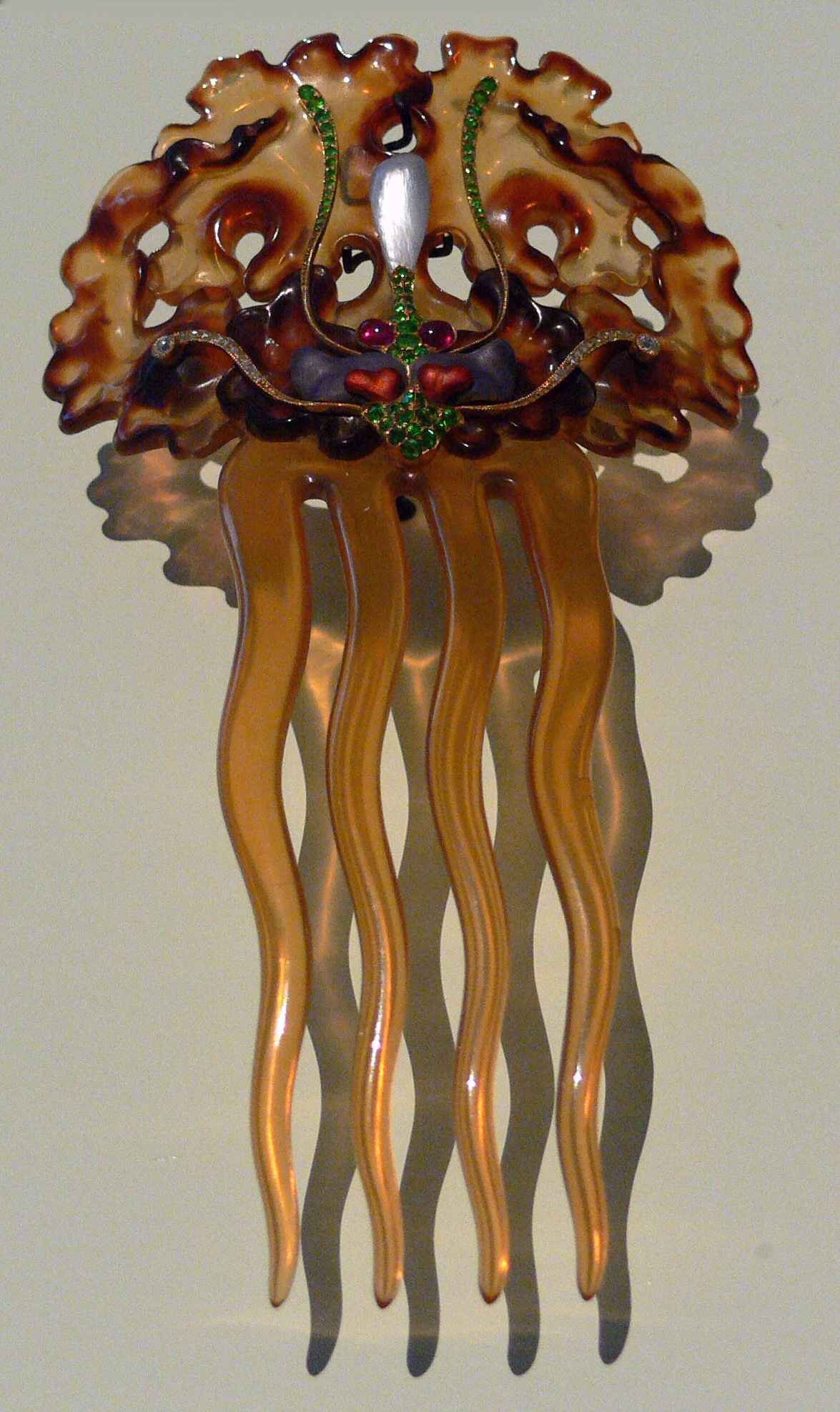
Steckkamm in Quallenform, Gebrüder Friedländer, Bayr. Nationalmuseum
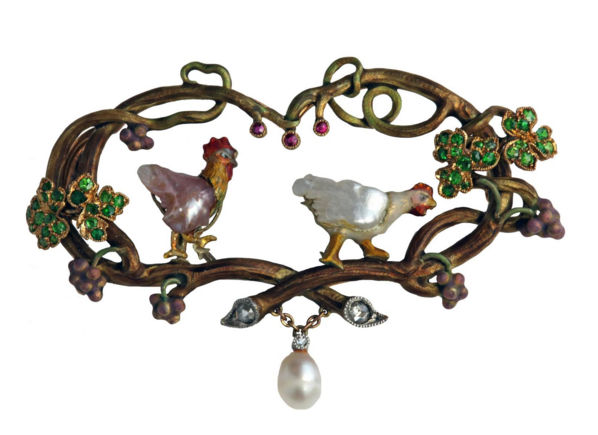
Hahn und Henne, um 1900, Victoria und Albert Museum
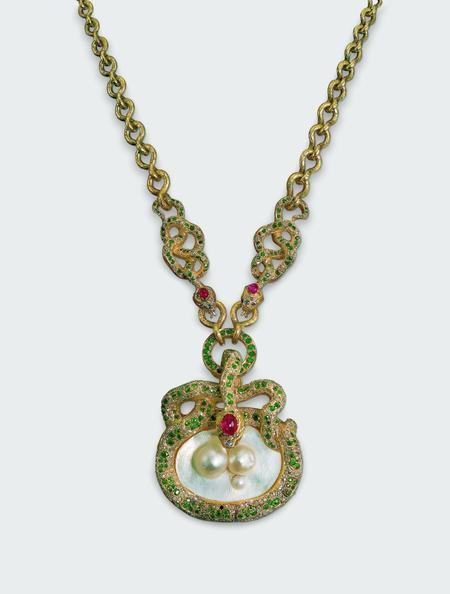
Schlangennest, 1917, entworfen im Auftrag von Kaiser Wilhelm II.
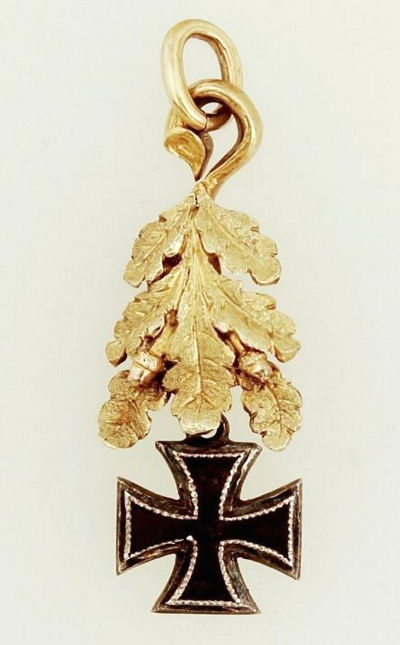
Goldener Anhänger mit Eisernem Kreuz, 1914, Firma Wilhelm Schwahn in Hanau